# Auguste Renoir
Pierre-Auguste Renoir, splošno znan kot Auguste Renoir (francosko [pjɛʁ oɡyst ʁənwaʁ]; 25. februar 1841 - 3. december 1919), je bil francoski umetnik in vodilni slikar v razvoju impresionističnega sloga. Kot slavitelj lepote in še posebej ženske čutnosti je bilo rečeno, da je »Renoir končni predstavnik tradicije, ki je potekala neposredno od Rubensa do Watteauja« . Bil je oče igralca Pierra Renoirja (1885–1952), režiserja Jeana Renoirja (1894–1979) in umetnika keramika Clauda Renoirja (1901–1969). Bil je dedek režiserja Clauda Renoirja (1913–1993), sin Pierra.

## Življenje

### Mladost
Pierre-Auguste Renoir je bil rojen leta 1841 v Limogesu, Haute-Vienne, Francija. Njegov oče, Léonard Renoir, je bil skromen, zato se je leta 1844 Renoirjeva družina preselila v Pariz v iskanju ugodnejših možnosti. Lokacija njihovega doma v ulici rue d'Argenteuil v središču Pariza je postavila Renoirja v bližino Louvra. Čeprav je imel mladi Renoir naravni talent za risanje, je pokazal večji talent za petje. Njegov talent je spodbudil njegov učitelj Charles Gounod, ki je bil takrat zborovski mojster cerkve sv. Roka. Vendar je moral družinski član zaradi finančnih okoliščin prekiniti pouk glasbe in zapustiti šolo pri trinajstih letih, da bi opravil pripravništvo v tovarni porcelana. 
Čeprav je Renoir pokazal nadarjenost pri tem delu, je bil pogosto utrujen od tematike in iskal zatočišče v galerijah Louvra. Lastnik tovarne je prepoznal talent svojega vajenca in to sporočil družini Renoir. Po tem se je Renoir začel ukvarjati s pripravami na vstop v Ecole des Beaux Arts. Ko je tovarna porcelana leta 1858 uvedla proces mehanske reprodukcije, je bil Renoir prisiljen najti drugo delo za podporo svojemu učenju. Preden se je vpisal na umetniško šolo, je slikal tudi obešanja za čezmorske misijonarje in dekoracije na navijače. 
Leta 1862 je začel študirati umetnost pri Charlesu Gleyreju v Parizu. Tam se je srečal z Alfredom Sisleyjem, Frédéricom Bazilleom in Claudom Monetom . V 1860-ih ni imel dovolj denarja za nakup barv. Prvi uspeh je imel na Salonu leta 1868 s svojo sliko Lise s parazolom (1867), ki je takrat prikazovala Lise Tréhot, njegovo ljubico. Čeprav je Renoir prvič začel razstavljati slike na Pariškem salonu leta 1864, je priznanje le počasi prihajalo, deloma zaradi pretresov francosko-pruske vojne.
Med pariško komuno leta 1871, medtem ko je Renoir slikal na bregovih reke Sene, so nekateri komunarji mislili, da je vohun in ga hoteli vreči v reko, ko je vodja komune Raoul Rigault prepoznal Renoirja za človeka. ki ga je prej zavaroval. Leta 1874 se je končalo desetletno prijateljstvo z Jules Le Cœur in njegovo družino, Renoir pa je izgubil ne samo dragoceno podporo ampak tudi velikodušno dobrodošlico, da ostane na posestvu blizu Fontainebleauja in njegovega slikovitega gozda. Izguba priljubljene slikarske lokacije je povzročila izrazite spremembo teme.

### Odraslost
Renoirja je navdihnil slog in vsebina prejšnjih sodobnih slikarjev  Pissarroja in  Maneta . Po vrsti zavrnitev s strani žirije Salona je združil moči z Monetom, Sisleyjem, Pissarrom in nekaterimi drugimi umetniki, da bi postavil prvo impresionistično razstavo aprila 1874, v kateri je Renoir prikazal šest slik. Čeprav je bil odziv kritike na razstavo v veliki meri neugoden, je bilo delo Renoirja precej dobro sprejeto. Istega leta sta bili dve njegovi deli prikazani z Durand-Ruelom v Londonu.
V upanju, da bo zagotovil preživetje s privabljanjem portretnih naročil, je Renoir na drugi razstavi impresionistov leta 1876 prikazal predvsem portrete. Naslednje leto je prispeval bolj raznoliko paleto slik, ko je skupina predstavila svojo tretjo razstavo; vključili so Ples v Le Moulin de la Galette in Gugalnico . Renoir ni razstavljal na četrti ali peti impresionistični razstavi, temveč je nadaljeval s ponujanjem svojih del Salonu. Konec 1870-ih, zlasti po uspehu njegove slike Madame Charpentier z otrokoma (1878) na Salonu leta 1879, je bil Renoir uspešen in moden slikar.
Leta 1881 je potoval v Alžirijo, državo, ki jo je povezal z Eugènom Delacroixom , nato pa v Madrid, da bi si ogledal delo Diega Velázqueza. Potem je potoval v Italijo, da bi videl Tizianove mojstrovine v Firencah in slike Rafaela v Rimu. 15. januarja 1882 se je Renoir srečal s skladateljem Richardom Wagnerjem v njegovem domu v Palermu na Siciliji. Renoir je naslikal Wagnerjev portret v samo petintridesetih minutah. Istega leta si je Renoir po prekinitvi pljučnice, ki je trajno poškodovala njegov dihalni sistem, šest tednov opomogel v Alžiriji.
Leta 1883 je Renoir preživel poletje na Guernseyju, enem od otokov v Rokavskem prelivu, z raznoliko pokrajino plaž, pečin in zalivov, kjer je ustvaril petnajst slik v malo več kot mesecu dni. Večina jih prikazuje Moulin Huet, zaliv v Saint Martin's, Guernsey. Te slike so bile predmet niza spominskih poštnih znamk, ki jih je leta 1983 izdal Bailiwick Guernsey.
Medtem ko je živel in delal v Montmartru, je Renoir kot model uporabil Suzanne Valadon, ki mu je pozirala za sliki Velike kopalke (1884–1887), Ples v Bougivalu (1883) in mnoge svoje kolege slikarje; v tem času je preučeval njihove tehnike in sčasoma postal eden vodilnih slikarjev tega časa.
Leta 1887, ko je kraljica Viktorija praznovala svoj zlati jubilej in na zahtevo kraljeve družine Phillip Richbourg, je Renoir podaril več slik katalogu francoskih impresionistov kot znak svoje zvestobe.
Leta 1890 se je poročil z Aline Victorine Charigot, dvajset let mlajšo krojačico , ki je skupaj s številnimi prijatelji umetniki že služila kot model za Le Déjeuner des canotiers (Kosilo po jadranju - ona je ženska na levi, ki se igra s psom) leta 1881 in s katero je že imel otroka Pierra, leta 1885. Po sklenitvi zakonske zveze je Renoir posnel številne prizore svoje žene in vsakdanjega družinskega življenja, vključno z otroki in varuško, Alinejevo sestrično Gabrielle Renard. Renoir je imel tri sinove: Pierra Renoirja (1885-1952), ki je postal gledališki in filmski igralec, Jeana Renoirja (1894-1979), ki je postal filmski ustvarjalec in Clauda Renoirja (1901-1969), ki je postal umetnik keramik.

### Pozna leta
Okoli leta 1892 se je Renoirju razvil revmatoidni artritis. Leta 1907 se je preselil v toplejše podnebje "Les Collettes", kmetije v Cagnes-sur-Meru, blizu sredozemske obale. Renoir je naslikal v zadnjih dvajsetih letih svojega življenja, čeprav je njegov artritis močno omejil njegovo mobilnost. Razvil je progresivne deformacije v rokah in ankilozo desnega ramena, zato je moral spremeniti svojo slikarsko tehniko. Pogosto so poročali, da je v naprednih fazah njegovega artritisa slikal s čopičem, pripetim na paralizirane prste, vendar je to napačno; Renoir je še vedno mogel prijeti čopič, čeprav je zahteval pomočnika, ki bi mu ga dal v roko. Zavijanje njegovih rok s povoji, očitno na poznih fotografijah umetnika, je služilo za preprečevanje draženja kože. 
Leta 1919 je Renoir obiskal Louvre in videl svoje slike, ki so visele s tistimi starih mojstrov. V tem obdobju je ustvarjal skulpture s sodelovanjem z mladim umetnikom Richardom Guinom, ki je delal z ilovico. Zaradi svoje omejene gibljivosti sklepov je Renoir uporabil tudi gibljivo platno ali zvitek slik, da bi olajšal slikanje velikih del.
Portret avstrijske igralke Tille Durieux (1914) vsebuje šaljive koščke živahne barve na šalu, ki kaže klasično predstavo igralke in poudarja Renoirjevo spretnost le pet let pred smrtjo.
Renoir je umrl 3. decembra 1919 v vasi Cagnes-sur-Mer, Provansa-Alpe-Azurna obala.

### Družinska zapuščina
Pravi vnuk Pierre-Augusta Renoirja, Alexandre Renoir, je tudi postal profesionalni umetnik. Leta 2018 je Mestavenski umetnostni in kulturni center v Hendersonvilleu v Tennesseeju gostil razstavo Alexandrovih del z naslovom »Ostanki lepote«. Naslov razstave izvira iz slavnega citata Pierra-Augusta, ki je na vprašanje, zakaj je še naprej slikal s svojim bolečim artritisom, nekoč dejal: »Bolečina prehaja, a lepota ostaja«. 

## Umetniška dela
Renoirjeve slike so znane po živahni svetlobi in nasičenih barvah, ki se najpogosteje osredotočajo na ljudi v intimnih in iskrenih kompozicijah. Ženski akt je bil eden njegovih primarnih predmetov. V značilnem impresionističnem slogu je Renoir prikazal podrobnosti scene s prostim dotikom čopiča z barvo, tako da so se njegove figure mehko spajale med seboj in z okolico.
Njegove začetne slike kažejo vpliv barvnosti Eugèna Delacroixa in svetlost Camille Corota. Občudoval je tudi realizem Gustava Courbeta in Édouarda Maneta, njegovo zgodnje delo pa spominja na njihovo uporabo v črni barvi. Renoir je občudoval občutek gibanja Edgarja Degasa. Še en slikar, ki ga je Renoir zelo občudoval, je bil mojster François Boucher iz 18. stoletja. 
Dober primer Renoirjevega zgodnjega dela in dokaz o vplivu Courbetovega realizma je Diana, 1867. Domnevno mitološka tema, slika je naturalistično studijsko delo; figura je skrbno opazovana, trdno oblikovana in nadgrajena na urejeni pokrajini. Če je delo "študijsko", je Renoirjevo povečanje osebnega odziva na žensko čutnost. Model je bil takrat Lise Tréhot, umetnikova ljubica in navdih za številne slike .
V poznih šestdesetih letih 20. stoletja je s prakso slikanja svetlobe in vode na prostem (on na prostem) s svojim prijateljem Claudom Monetom odkril, da barva senc ni rjava ali črna, ampak odsevna barva predmetov, ki jih obdajajo, učinek danes znan kot razpršena refleksija. Obstaja več parov slik, v katerih sta Renoir in Monet delala vzporedno in prikazovala iste prizore (La Grenouillére, 1869).
Med najbolj znanimi impresionističnimi deli je iz leta 1876, Renoirjev Ples v Le Moulin de la Galette (Bal du moulin de la Galette). Slika prikazuje prizorišče na prostem, kjer so ljudje na priljubljenem plesnem vrtu na Butte Montmartre blizu mesta, kjer je živel. Dela njegove zgodnje zrelosti so bili tipični impresionistični posnetki resničnega življenja, polni peneče barve in svetlobe. Do sredine 1880-ih pa je z gibanjem prekinil, da bi uporabil bolj disciplinirano formalno tehniko na portretih in slikah figur, zlasti žensk. To je bil izlet v Italijo leta 1881, ko je videl dela Rafaela in druge renesančne mojstre, ki so ga prepričali, da je na napačni poti in da je v naslednjih nekaj letih slikal v strožjem slogu, da bi se vrnil v klasicizem . Osredotočil se je na risanje in poudaril obrise figur, slikal dela, kot so Svetlolasa kopalka (1881 in 1882) in Velike kopalke (1884–87; Filadelfijski muzej umetnosti), v času, ki ga včasih imenujemo "Ingresovo obdobje" .
Po letu 1890 je spet spremenil smer. Za razpustitev obrisov, kot je bilo v prejšnjem delu, se je vrnil v tanko brušeno barvo. Iz tega obdobja se je osredotočil na monumentalne akte in domače prizore, od katerih so primeri Dekleti za klavirjem, 1892 in Velike kopalke, 1887. Ta slika je najbolj tipična in uspešna od Renoirjevih poznih, obilno obogatenih aktov. 
Ploden umetnik je ustvaril več tisoč slik. Topla čutnost Renoirjevega sloga je njegove slike naredila najbolj znane in pogosto reproducirane v zgodovini umetnosti. Največja zbirka njegovih del - vse skupaj 181 slik - je v fundaciji Barnes v Filadelfiji.

### Catalogue raisonné
Med letoma 1983 in 2014 je v založbi Bernheim-Jeune izšel pet-volumenski catalogue raisonné  Renoirjevih del (z enim dodatkom) [26]. Bernheim-Jeune je edini preživeli glavni trgovec umetnin, ki ga je uporabil Renoir. Inštitut Wildenstein pripravlja, a še ni objavil, kritičnega kataloga Renoirjevih del. [27] Nesoglasje med tema dvema organizacijama v zvezi z nepodpisanim delom v gradu Picton je bilo v središču druge epizode četrte sezone televizijske serije Fake or Fortune.

### Posmrtni odtisi
Ambroise Vollard, znani trgovec umetnin, je leta 1919 izdal knjigo o življenju in delu Renoirja, La Vie et l'Œuvre de Pierre-Auguste Renoir, v nakladi 1000 izvodov. Leta 1986 so Vollardovi dediči začeli ponovno tiskati bakrene plošče, na splošno jedkanice z ročno uporabljeno akvarelno barvo. Ti odtisi so podpisani s strani Renoirja na plošči in v spodnjem robu vtisnjeni znak "Vollard". Niso oštevilčeni, datirani ali podpisani s svinčnikom.

### Posmrtna prodaja
Ena od Renoirjevih slik je bila prodan za več kot 70 milijonov USD $. Bal du moulin de la Galette se je 17. maja 1990 prodal za 78,1 milijona dolarjev v Sotheby's New York.
Leta 2012 je bil Renoirjev Paysage Bords de Seine ponujen za prodajo na dražbi, vendar je bilo ugotovljeno, da je bila slika ukradena iz Baltimorskega muzeja umetnosti leta 1951. Prodaja je bila preklicana.

## Galerija

### Portreti in krajine
- Lise Sewing, 1866, Dallas Museum of Art
- La Grenouillère, 1868, Nationalmuseum, Stockholm
- Portret Alfreda Sisleyja, 1868
- Pont-Neuf, 1872
- Claude Monet slika v svojem vrtu v Argenteuilu, 1873, Wadsworth Atheneum, Hartford, Connecticut
- La Parisienne, 1874, National Museum Cardiff
- Baletka, 1874, National Gallery of Art, Washington, D.C.
- Portret Clauda Moneta, 1875, Musée d'Orsay, Pariz
- Les Grands Boulevards, 1875, Philadelphia Museum of Art
- Dekle s kanglico, 1876, National Gallery of Art, Washington, D.C.
- Portret Jeanne Durand-Ruel, 1876, Barnes Foundation, Filadelfija
- Mati in otroka, 1876, Frick Collection, New York City
- Portret Jeanne Samary, 1877, Puškin Museum, Moskva
- Mme Charpentier z otroki, 1878, Metropolitan Museum of Art, New York
- Portret Alphonsine Fournaise, 1879, Musée d'Orsay, Pariz
- Pierre-Auguste Renoir, Veslanje na Seni  (La Yole), c. 1879
- Ob vodi, 1880, Art Institute of Chicago, Čikago, Illinois
- Speča deklica z mačko, Clark Art Institute, Williamstown, Massachusetts
- Roza in modra, 1881, São Paulo Museum of Art, São Paulo
- Markov trg, Benetke, 1881 (Minneapolis Institute of Art)
- Portret Karla in Jurija Durand-Ruel, 1882
- Ples v Bougivalu, 1882–1883, (Ženska na levi je slikarka Suzanne Valadon), Boston Museum of Fine Arts
- Ples na podeželju (Aline Charigot in Paul Lhote), 1883, Musée d'Orsay, Pariz
- Ples v mestu, 1883, Musée d'Orsay, Pariz
- Otroci na obali pri Guernseyju, 1883, Barnes Foundation, Filadelfija
- Jeune garçon sur la plage d'Yport, 1883, Barnes Foundation, Philadelphia
- Deklica z obročem, 1885, National Gallery of Art, Washington, D.C.
- Dekle spleta kito (Suzanne Valadon), 1885
- Tihožitje: cvetje, 1885, Solomon R. Guggenheim Museum, New York
- Tamaris, Francija, c. 1885 (Minneapolis Institute of Art)
- Julie Manet z mačko, 1887
- Mlada ženska z modro ovratnico, 1888
- Mlada ženska z rdečimi lasmi, 1894
- Portret Berthe Morisot in hčerke Julie Manet, 1894
- Glava mlade ženske, late 19th century (Minneapolis Institute of Art)
- Gabrielle Renard in sin Jean Renoir, 1895
- Umetnikova družina, 1896, The Barnes Foundation, Filadelfija
- Portret Ambroise Vollard, 1908
- Portret Paul Durand-Ruel, 1910
- Portret Ambroise Vollard, 1917

### Avtoportreti
- Avtoportret, 1875
- Avtoportret , 1876
- Avtoportret , 1910
- Avtoportret , 1910

### Akti
- Diana lovka, 1867, National Gallery of Art, Washington, D.C.
- Gola ženska na soncu, 1875, Musée d'Orsay, Pariz
- Sedeče dekle, 1883
- Velike kopalke, 1887, Philadelphia Museum of Art
- Po kopanju, 1888
- Tri kopalke, 1895, Cleveland Museum of Art Cleveland, Ohio
- Akt, National Museum of Serbia, Beograd
- Po kopanju, 1910, Barnes Foundation, Filadelfija
- Ženska pri izviru, 1910
- Sedeča kopalka suši nogo, 1914, Musée de l'Orangerie, Paris
- Ženske kopalke, 1916, National Museum, Stockholm
- Kopalke, 1918, Barnes Foundation, Filadelfija

## Zunanje povzave
- Dela avtorja ali dela o avtorju:  Auguste Renoir v Internet Archive
- Avant-Gardist in Retreat, Holland Cotter, The New York Times, 17 June 2010
- Impressionism: a centenary exhibition, an exhibition catalog from The Metropolitan Museum of Art (fully available online as PDF), which contains material on Renoir (p. 179–200)
- Renoir works at the Art Institute of Chicago, a digital catalogue
- Enciklopedija Britanica
- French Sculpture Census Arhivirano 2020-02-27 na Wayback Machine.
- Renoir, La Promenade na YouTubu, (1:49) Frick Collection
- Renoir, Impressionism, and Full-Length Painting,' An Introduction to the Exhibition na YouTubu, (6:14) Frick Collection